# Iqos
Iqos (zapis stylizowany: IQOS) – marka podgrzewaczy tytoniu i e-papierosów, wprowadzona przez Philip Morris International w 2014 roku.

## Nazwa
Chociaż Iqos był odczytywany w mediach jako akronim od „I quit ordinary smoking” (pol. „rzuciłem zwykłe palenie”), Philip Morris International (PMI) zaprzeczył prawdziwości takiego znaczenia. Rzecznik PMI powiedział, że nazwa Iqos nie ma żadnego szczególnego znaczenia.

## Historia

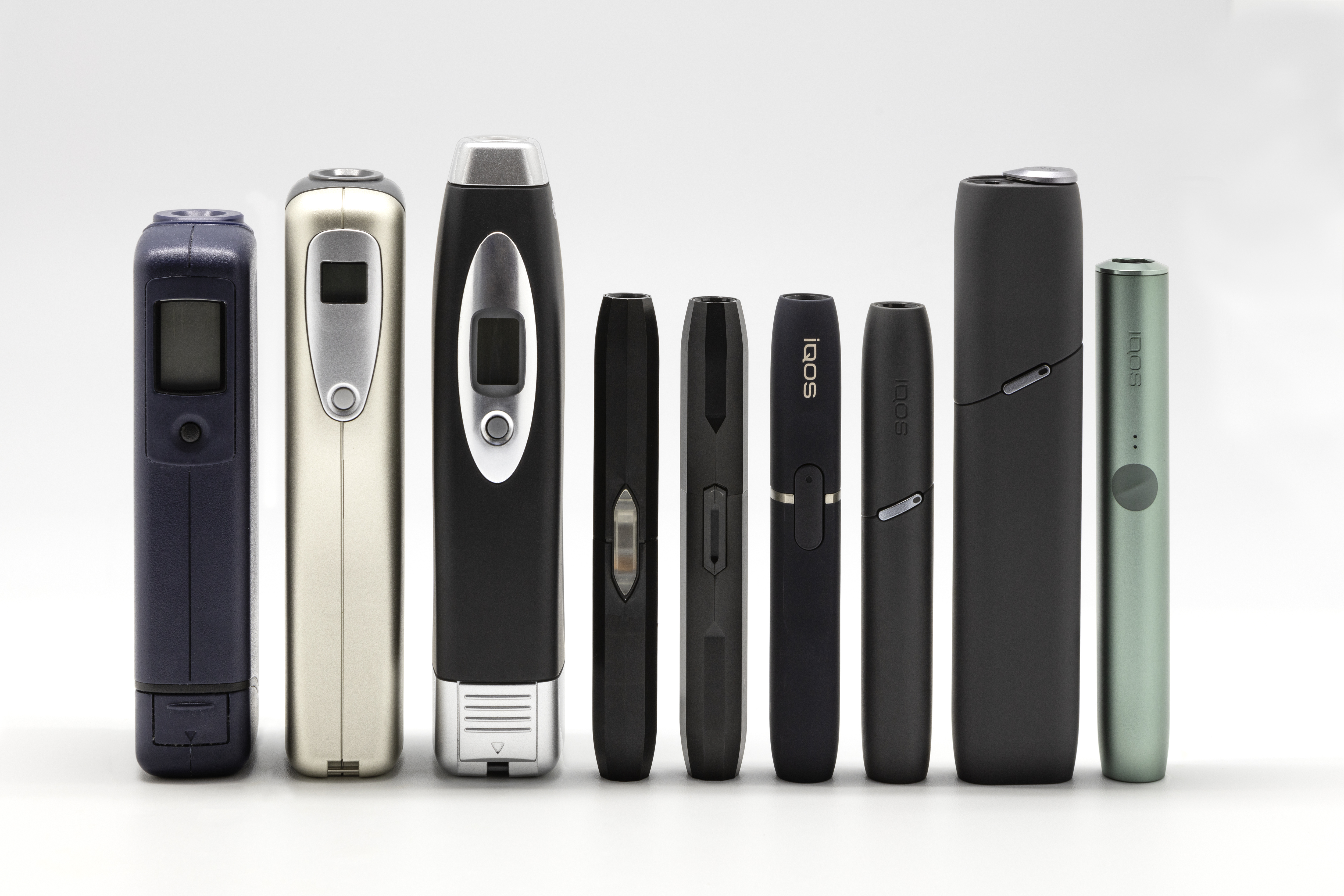
Podgrzewacze tytoniu PMI

PMI po raz pierwszy wprowadził na rynek podgrzewacze tytoniu w 1998 roku, kiedy to ukazało się na rynku urządzenie Accord. Koncern zatrudnił agencję Starcom Media Service, która przeprowadziła kampanię reklamową informującą o korzyściach z używania Accorda, takich jak zmniejszenie ilości dymu oraz redukcja nieprzyjemnego zapachu. W 2006 roku z powodu słabej sprzedaży wycofano Accorda z rynku. W 2007 roku nastąpił chwilowy rebranding Accorda na Heatbar, który był oferowany na rynkach: szwajcarskim i australijskim.
W 2014 roku PMI wprowadził na rynek zasilany baterią podgrzewacz Iqos; początkowo produkt dostępny był we Włoszech i Japonii. Korzystanie z urządzenia było możliwe przy zastosowaniu wkładów Heets (w późniejszym czasie ukazały się również wkłady Terea, Sentia i Delia). W latach 2014–2018 opracowano wersje Iqosa o oznaczeniach 2.2, 2.4 i 3, a w 2019 roku wprowadzono wersje Multi i Duo. W 2021 roku PMI wprowadził w Japonii serię Iluma. W 2022 roku Iluma została rozszerzona na kolejne rynki.
W 2019 roku produkty Iqos były dostępne w przynajmniej 47 państwach. Zdaniem PMI w 2022 roku z produktów marki korzystało około 19,5 miliona osób.

## Wpływ na zdrowie
Ponieważ Iqos podgrzewa tytoń do temperatury 350 °C (tradycyjny tytoń spala się w temperaturze 600 °C), zdaniem PMI dzięki stosowaniu Iqosa nie występuje proces spalania, ogień, popiół i dym, a ilość szkodliwych substancji jest niższa w porównaniu z dymem tytoniowym. W 2016 roku PMI złożył wniosek do Agencji Żywności i Leków o sklasyfikowanie produktów Iqos jako wyrobu tytoniowego o zmodyfikowanym ryzyku (MTRP). W 2020 roku agencja orzekła, że o ile stosowanie produktów Iqos może zmniejszyć narażenie na szkodliwe substancje, o tyle nie zmniejsza ryzyka chorób i śmierci w porównaniu z paleniem tradycyjnych papierosów. Tym samym wniosek PMI został odrzucony.
Przeprowadzone w 2018 roku badania (van der Toorn i in.) wykazały, że używanie Iqosa może skutkować zmniejszonym ryzykiem raka płuc w porównaniu do tradycyjnych papierosów. Jednakże badania z 2019 roku, prowadzone przez inną grupę naukowców (Sohal i in.), zakończyły się konkluzją, iż Iqos wywiera taki sam negatywny wpływ na komórki nabłonka oddechowego i komórki mięśni gładkich, jak tradycyjny tytoń i e-papierosy. Badania z 2018 roku (Leigh i in.) wykazały natomiast, iż Iqos jest mniej toksyczny w stosunku do nabłonka oskrzeli w porównaniu do zwykłych papierosów, ale bardziej toksyczny aniżeli e-papierosy. Tabuchi i in. w 2018 roku udowodnili szkodliwość biernego palenia Iqosa, a rok później Lee i in. wykazali narażenie na astmę, alergiczny nieżyt nosa i atopowe zapalenie skóry u nastolatków korzystających z Iqosa.
W 2020 roku Światowa Organizacja Zdrowia wydała broszurę informującą o podgrzewaczach tytoniu. W broszurze przestrzegano, iż brak dowodów, jakoby podgrzewacze miały być mniej szkodliwe od tradycyjnego tytoniu, ponadto ponad 20 szkodliwych substancji występuje w znacznie wyższym stężeniu aniżeli w dymie tytoniowym, a niektóre z tych substancji to kancerogeny. Zwrócono również uwagę na ryzyko chorób płuc. Organizacja podkreśliła także, że korzystanie z podgrzewaczy nie pomaga rzucić palaczom palenia.